# Šarbanovac (Bor)
Šarbanovac (em cirílico:Шарбановац) é uma vila da Sérvia localizada no município de Bor, pertencente ao distrito de Bor, na região de Timočka Krajina. A sua população era de 1836 habitantes segundo o censo de 2002.

## Demografia
| 1948  | 1953  | 1961  | 1971  | 1981  | 1991  | 2002  |
| ----- | ----- | ----- | ----- | ----- | ----- | ----- |
| 2 793 | 2 783 | 2 758 | 2 884 | 2 437 | 2 161 | 1 836 |